# Unadilla (New York)
Unadilla è un comune degli Stati Uniti d'America, situato nello stato di New York, nella contea di Otsego.